# 紺野ゆり
紺野 ゆり（こんの ゆり、1987年2月12日 - ）は、日本の女性ファッションモデル。
170センチメートル（身長）、80-58-86（スリーサイズ）。愛知県出身。イリュームに所属。
ファッション雑誌『Ray』への登場などから著名。『セブンティーン』誌上での専属モデル活動から知られた時期もあった。カタログやショー、スチールなどの媒体におけるモデル活動に加え、テレビ番組への出演など幅広い活動を見せてきた。
モデルの美波千夏が紺野と同じ亜細亜大学に通っていたことを二人が揃って出演した『ゴルフ女子 ヒロインバトル』（BS12 トゥエルビ・2021年7月28日放送）の中で明らしている。

## 来歴
2003年に『セブンティーン』の専属モデルとなり、それから2005年の8月に至るまで同誌で活動。同年12月から2011年まで『Ray』の専属モデル。卒業後は『CLASSY.』などで活躍。
2013年以降は活動の拠点をタイに移しており、現地の『Ray』で専属モデルを務めている。

## 出演

### テレビCM
- ABC-MART (CM 2010年9月 - 、2クール) 共/山本美月
- 興和株式会社 ナチュラートコーワ (CM 2010年10月 - 、4クール）
- NTTドコモ東海[8]

### テレビ番組
- ハケンOLは見た! (テレビ東京 2010年11月1日)
- 東京上級デート＃18　深川 (テレビ朝日 2012年8月8日)
- CROSSOVER 〜こころを動かすスポーツ〜 (BSフジ) - MC
- ゴルフ女子 ヒロインバトル（BS12)
- Pretty & Challenge - GIRLSGOLF -（サンテレビ）

## 書籍

### 雑誌
- 『セブンティーン』（専属：2003年 - 2005年8月）
- 『Ray』（専属：2005年12月より）
- 『Oggi』[9]
- 『Fineboys』[9]